# João Vicente Claudino
João Vicente de Macêdo Claudino (Cajazeiras, 9 de fevereiro de 1963) é um empresário e político brasileiro.Filiado Ao Solidariedade,Foi senador pelo estado do Piauí entre 2007 e 2015.

## Biografia
Filho de João Claudino Fernandes e Maria Socorro de Macêdo Claudino, neto de João Claudino Sobrinho e Francisca Fernandes Galiza, é casado com Joselene Claudino e pai de cinco filhos. Formado em economia, é empresário e detém concessão de radiodifusão.
Iniciou seus estudos em Teresina, Piauí, onde cursou o 1º grau nas escolas Santo Antonio, Dom Bosco e no Colégio São Francisco de Sales – o Diocesano. O curso secundário foi feito no Colégio Andreas. João Vicente é formado em Ciências Econômicas pela Universidade de Fortaleza – UNIFOR, bacharelado que concluiu na capital cearense em 1984.
João Vicente de Macêdo Claudino assumiu importantes funções no Grupo Claudino, conglomerado de empresas pertencentes à família, entre elas a Houston (bicicletas e linha fitness), a Ônix Jeans e o Armazém Paraíba.
Nas Eleições de 2006 foi eleito senador pelo PTB do Piauí, com 926.631 votos, o que corresponde a 65% dos votos válidos. Na disputa, derrotou seu principal adversário na campanha, Hugo Napoleão do Rego Neto.
Em 2010, teve sua candidatura alçada ao governo do estado, disputando o pleito contra o então governador Wilson Martins (PSB), e o ex-prefeito de Teresina, o Silvio Mendes (PSDB). Ainda no primeiro turno, João Vicente ficou fora da disputa conquistando apenas 21,43% dos votos válidos.
Se despediu do Senado em 2014, não se candidatando na eleição daquele ano para apoiar: Elmano Férrer (PP).
Não concorreu em 2018, em 2021 se filiou ao PODE no intuito de dar ao então pré-candidato à presidência: Sérgio Moro, um palanque no estado, porém, não ocorreu devido a saída de Moro do partido, no ano seguinte, saiu do PODE.
Se filiou ao PSDB novamente em 2023.
Filiou Se Ao Solidariedade Em 2025. 